# 1756 az irodalomban
Az 1756. év az irodalomban.

## Megjelent új művek

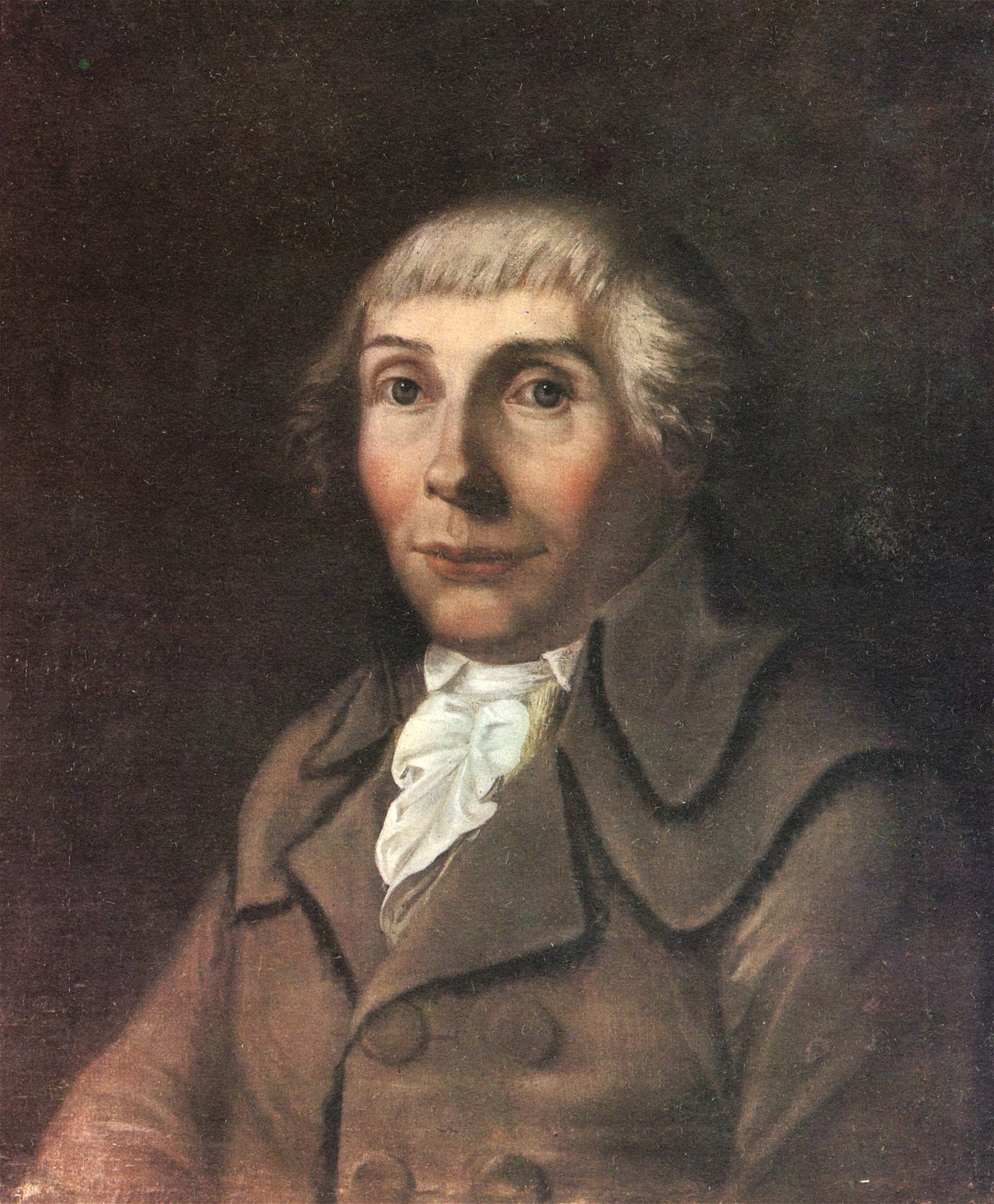
Karl Philipp Moritz

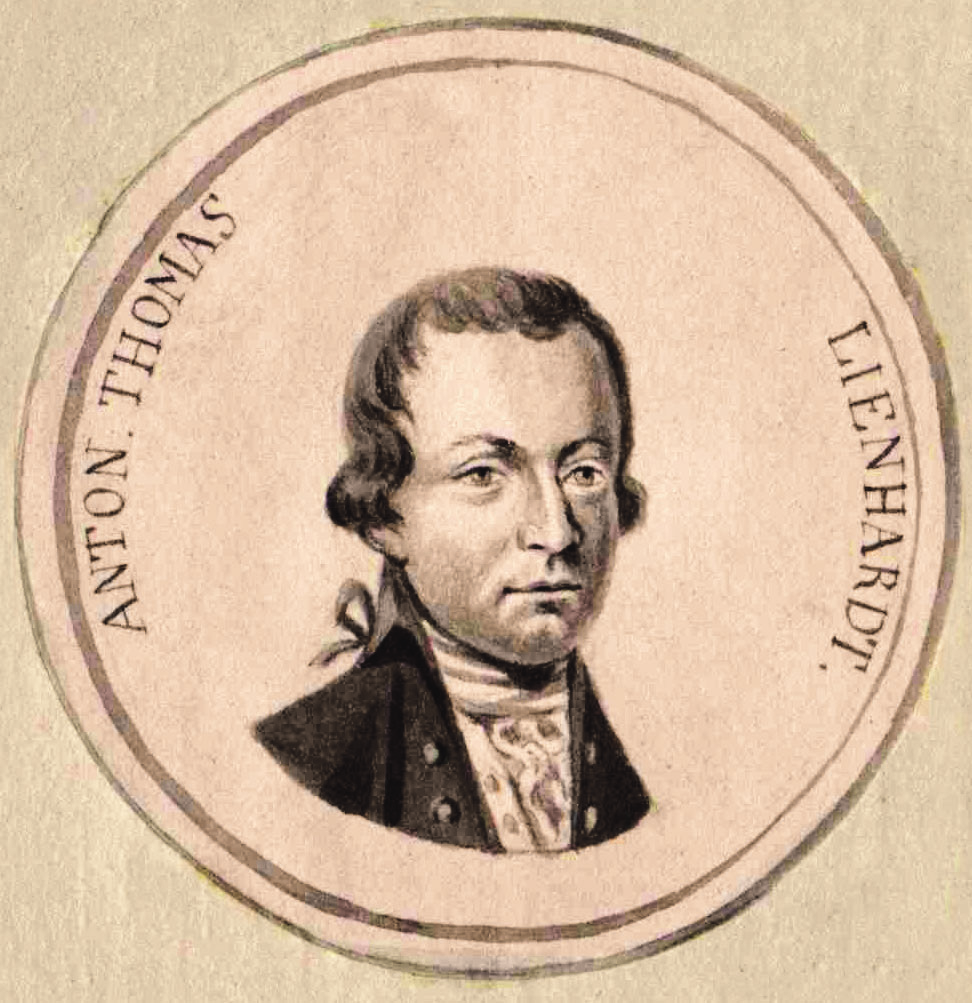
Anton Thomas Lienhardt

- Salomon Gessner: Idyllen (Idillek).
- Voltaire történetírása: Essai sur les mœurs et l'esprit des nations (A népek erkölcsei és szelleme).
- Paul Henri Mallet svájci történész, író gyűjteménye: Monuments de la mythologie et de la poesie des Celtes, et particulierement des anciens Scandinaves (A kelta mitológia és költészet emlékei, különös tekintettel a régi skandinávokra).[1]

## Születések
- március 3. – William Godwin angol író, a modern politikafilozófia képviselője († 1836)
- március 25. – Avram Mrazović szerb pedagógus, író, fordító († 1826)
- július 2. – Christian Gottfried Körner német író († 1831)
- szeptember 15. – Karl Philipp Moritz német író († 1793)
- december 11. – Anton Tomaž Linhart szlovén drámaíró, költő, történész, a szlovén megújulás központi alakja († 1795)
- december 28. – Ányos Pál a magyar szentimentalizmus költészetének képviselője († 1784)

## Halálozások
- április 22. – Cserei Mihály erdélyi emlékirat- és történetíró (* 1667)